# コクリア属
コクリア属（Kocuria）は、放線菌門放線菌綱放線菌目マイクロコッカス科の種の一つであり、グラム陽性の真正細菌である。属名は、スロバキアの微生物学者ミロスラフ・コツール（Miroslav Kocúr）にちなんで名付けられた。

## 特徴
土壌に由来するが、キバノロやトナカイの乳にも生息している。強固な細胞壁を持ち、好気性または通性嫌気性のいずれかとなる。細胞は、ブドウ球菌やマイクロコッカスに似た球菌であり、2体、4体、立方体配列で8体、それ以上の数で鎖状形態または不規則なクラスターとして群体を形成することがある。
コクリア属細菌は、ヒツジ血液寒天培地やその他の単純な培地プレートで培養でき、中性pH環境で最もよく成長する。種に応じて、オレンジ、ピンク、赤、黄色、クリーム色などのさまざまな色をコロニーは呈する。このコロニーは、血液寒天プレートにて溶血能力を欠くことが知られているが、通常の実験室での鑑別技術にて判定に利用可能なものとは異なる反応を示す。鑑別には、カタラーゼ活性、ウレアーゼ活性、オキシダーゼ活性、アミラーゼ活性、ゼラチナーゼ活性、ホスファターゼ活性、βガラクトシダーゼ活性、および炭素源とクエン酸塩の利用が挙げられる。バシトラシンとリゾチームに感受性があり、ニトロフラントイン、フラゾリドン、リゾスタフィンに耐性がある。

## 臨床的な意義
コクリア属細菌は人間の皮膚と口腔に生息する常在細菌である。一般的には非病原性であると考えられているが、いくつかの感染症患者から単離される。コクリア属菌に関連する特定の感染症は、尿路感染症、胆嚢炎、カテーテル関連菌血症、涙嚢炎、涙小管炎、角膜炎、固有弁心内膜炎、腹膜炎、下行性壊死性縦隔炎、脳膿瘍および髄膜炎が挙げられる。Kocuria roseaは、免疫不全の患者に感染し、中咽頭および頸深部にて感染症を引き起こすことが知られている。しかし、病原性が低くて抗生物質に非常に敏感であるため、即時の外科的排膿法、壊死組織切除、および広域抗生物質の投与により、優れた治療効果が得られる。

## 環境
ルイジアナ州立大学が行った研究では、火星のような気候で成長する能力について、コクリア属細菌を含んだ、アタカマ砂漠の75株の細菌がテストされた。テスト環境には、火星の表面に見られるのと同様の状態である高濃度の過塩素酸塩が含まれていた。この環境では、コクリア属菌株は他の菌株と比較して最も高い濃度で成長することがわかった。